# Ixcatèque
L'ixcatèque est une langue popolocane parlée dans l'État d'Oaxaca, au Mexique.

## Histoire de la langue
Les Ixcatèques habitent le village de Santa María Ixcatlán, situé dans l'Est de la Mixteca Alta.
La langue n'est plus connue que de 10 personnes, tous des locuteurs âgés et est fonctionnellement éteinte.

## Classification
L'ixcatèque est une langue amérindienne qui appartient à la branche popolocane de la famille des langues oto-mangues.